# Grandes felinos

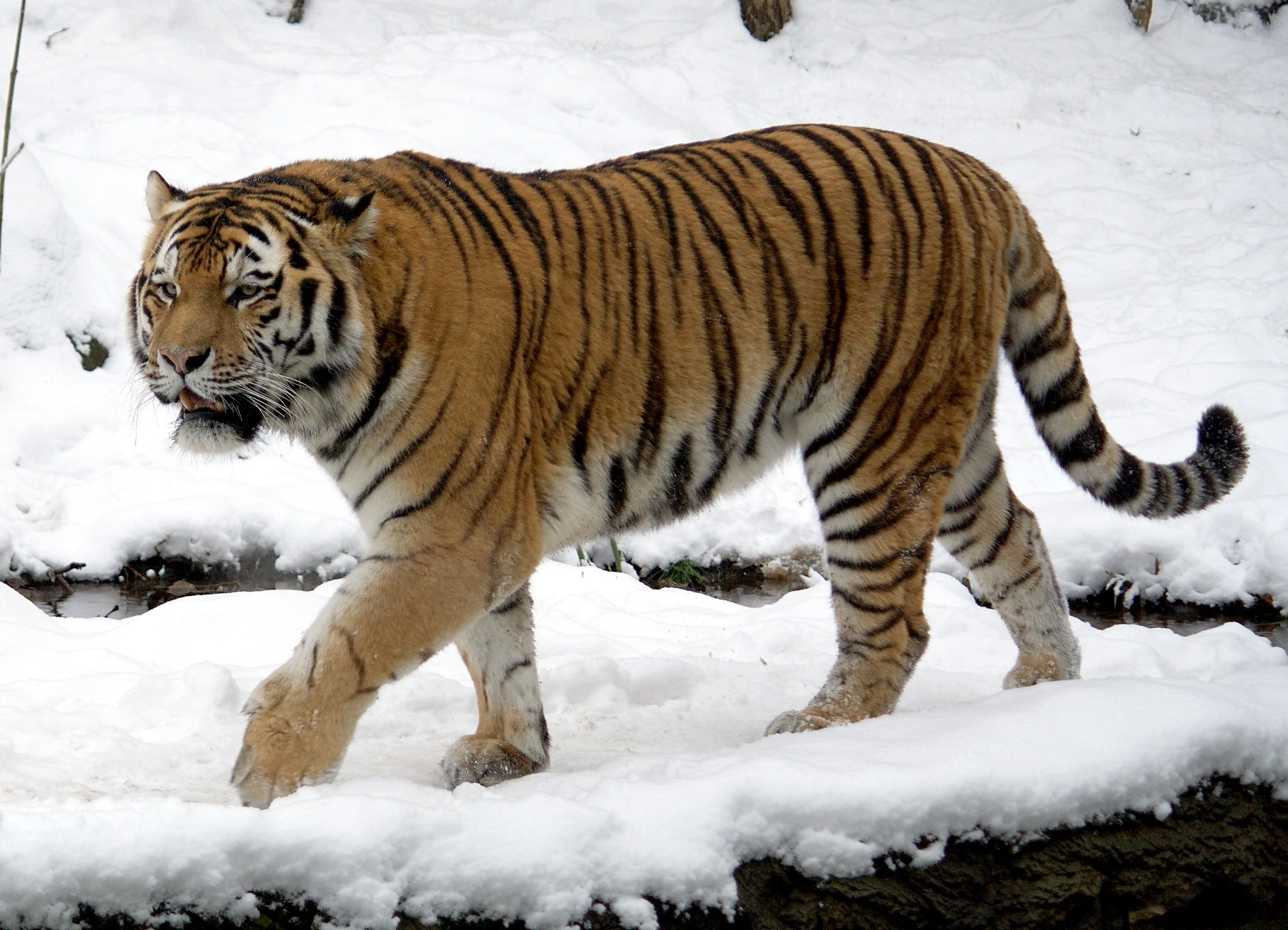
El tigre siberiano, la subespecie más grande y más pesada de los tigres que a su vez son la especie más grande de la familia de los felinos. Puede superar los 300kg.

Los grandes felinos es la denominación coloquial con que se hace referencia a las especies más grandes de la familia de los félidos. La definición más estricta se refiere únicamente a los miembros de género Panthera: el león (Panthera leo), tigre (Panthera tigris), jaguar (Panthera onca), leopardo (Panthera pardus) y el leopardo de las nieves (Panthera uncia). Los miembros de este género son los únicos capaces de rugir, y esto se considera como un elemento característico de los grandes félidos. Una definición más amplia y desligada de la taxonomía que considera únicamente el tamaño, incluye también al puma (Puma concolor) el más grande de todos, y al guepardo (Acinonyx jubatus), seguidos del lince euroasiático (Lynx lynx) la pantera nebulosa de Borneo (Neofelis diardi) y la pantera nebulosa (Neofelis nebulosa).
Además de estas diez especies de felinos, se puede agregar a los híbridos del género Panthera, los cuales se crían casi exclusivamente en cautiverio y bajo la intervención del hombre. Considerando esto, el ligre (cruza de un león macho y un tigre hembra) sería el felino de mayor tamaño conocido. Sin embargo al ser híbridos son infértiles, por lo que no se consideran una especie.   

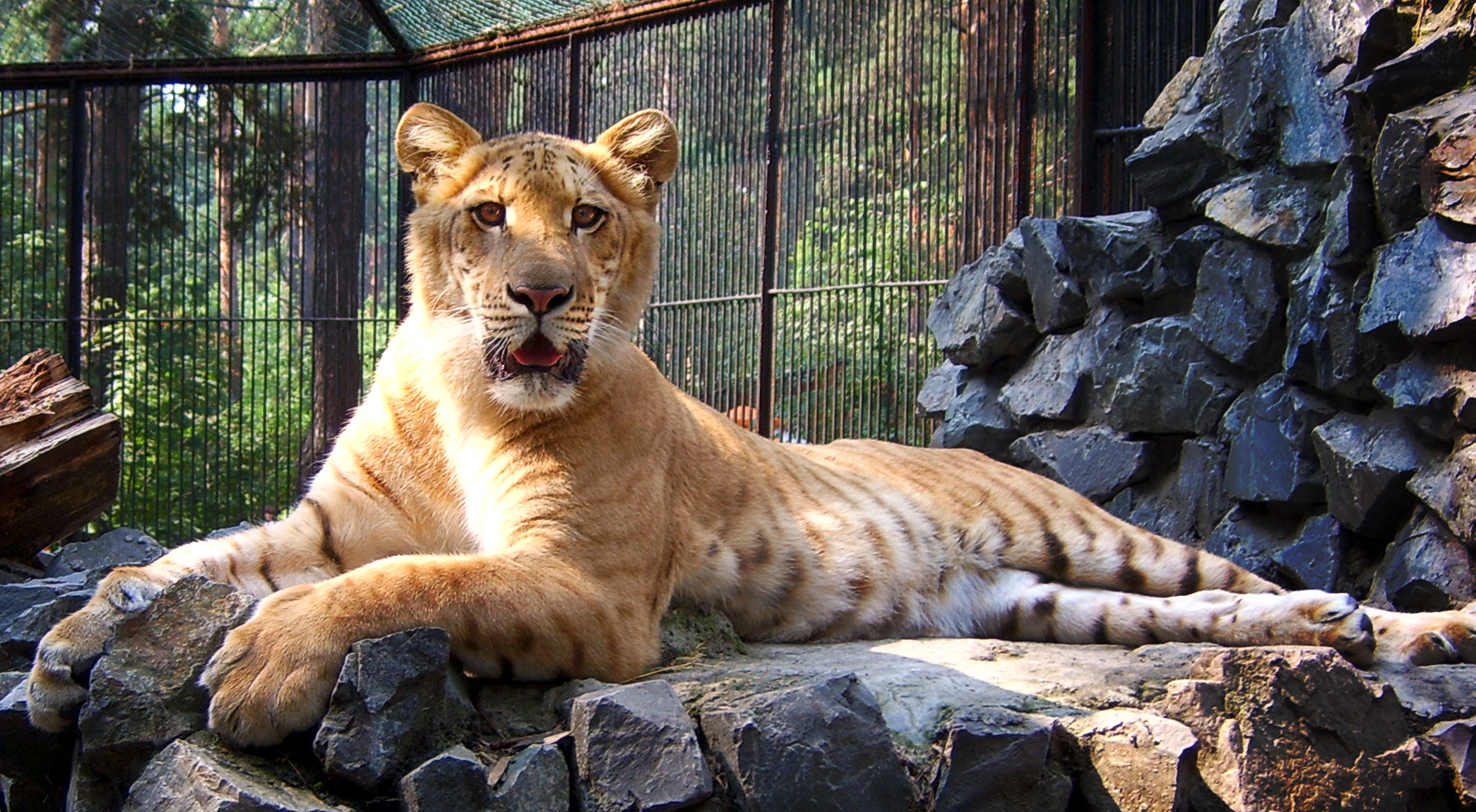
El ligre, el mayor felino existente si se incluyen híbridos.

A pesar de las enormes diferencias de tamaño, las diferentes especies de félidos son sorprendentemente similares en estructura y comportamiento. Todos los félidos son eficientes depredadores. Su rango de distribución incluye América, África, Asia y Europa. Sólo Oceanía y la Antártida no tienen especies autóctonas de gatos o félidos.

## Los diez más grandes
| Rank | Nombre común               | Nombre científico | Rango de peso (kg) | Peso promedio (kg) | Peso máximo (kg)         | Imagen | Longitud (m) | Altura al hombro (m) | Extensión territorial               |
| ---- | -------------------------- | ----------------- | ------------------ | ------------------ | ------------------------ | ------ | ------------ | -------------------- | ----------------------------------- |
| 1    | Tigre                      | Panthera tigris   | 190                |                    | 300(no verificado)       |        | 2,80         | 1.00                 | Asia                                |
| 2    | León                       | Panthera leo      | 150                |                    | 270 (salvaje; disputado) |        | 2,60         | 1.00                 | África, Asia                        |
| 3    | Jaguar                     | Panthera onca     | 56-96              | 93                 | 160                      |        | 2,50         | 1.00                 | América del Sur y América del Norte |
| 4    | Puma                       | Puma concolor     | 53-75              | 70                 | 100                      |        | 2.00         | 1.20                 | América del Norte y América del Sur |
| 5    | Leopardo                   | Panthera pardus   | 37-90              | 60                 | 96.5                     |        | 2.2          | 0.9                  | África, Asia                        |
| 6    | Leopardo de las nieves     | Panthera uncia    | 22-55              |                    | 75                       |        | 2.2          | 0.75                 | Asia                                |
| 7    | Guepardo                   | Acinonyx jubatus  | 20-60              |                    | 72                       |        | 2.1          | 1.0                  | África, Asia                        |
| 8    | Lince europeo              | Lynx lynx         |                    | 21                 | 38                       |        | 1.5          | 0.75                 | Asia, Europa                        |
| 9    | Pantera nebulosa de Borneo | Neofelis diardi   | 12-26              |                    | 27                       |        | 1.3          | 0.65                 | Asia                                |
| 10   | Pantera nebulosa           | Neofelis nebulosa | 11.5-23            |                    | 23                       |        | 1.08         | 0.7                  | Asia                                |

## Galería

### Especies

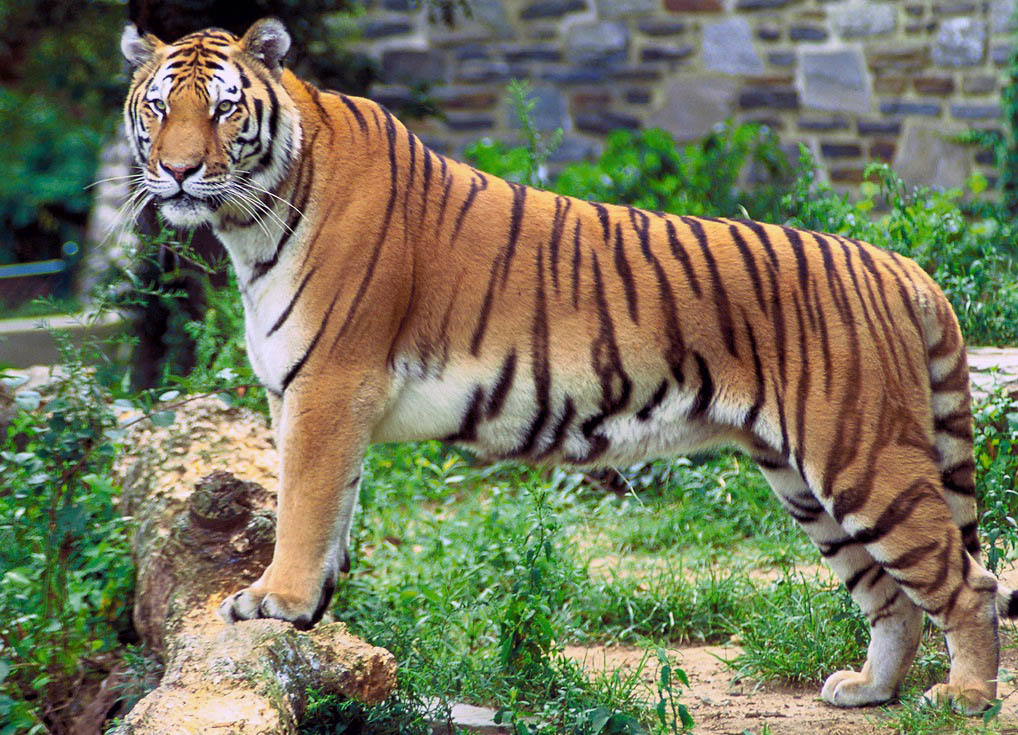
Tigre (Panthera Tigris)
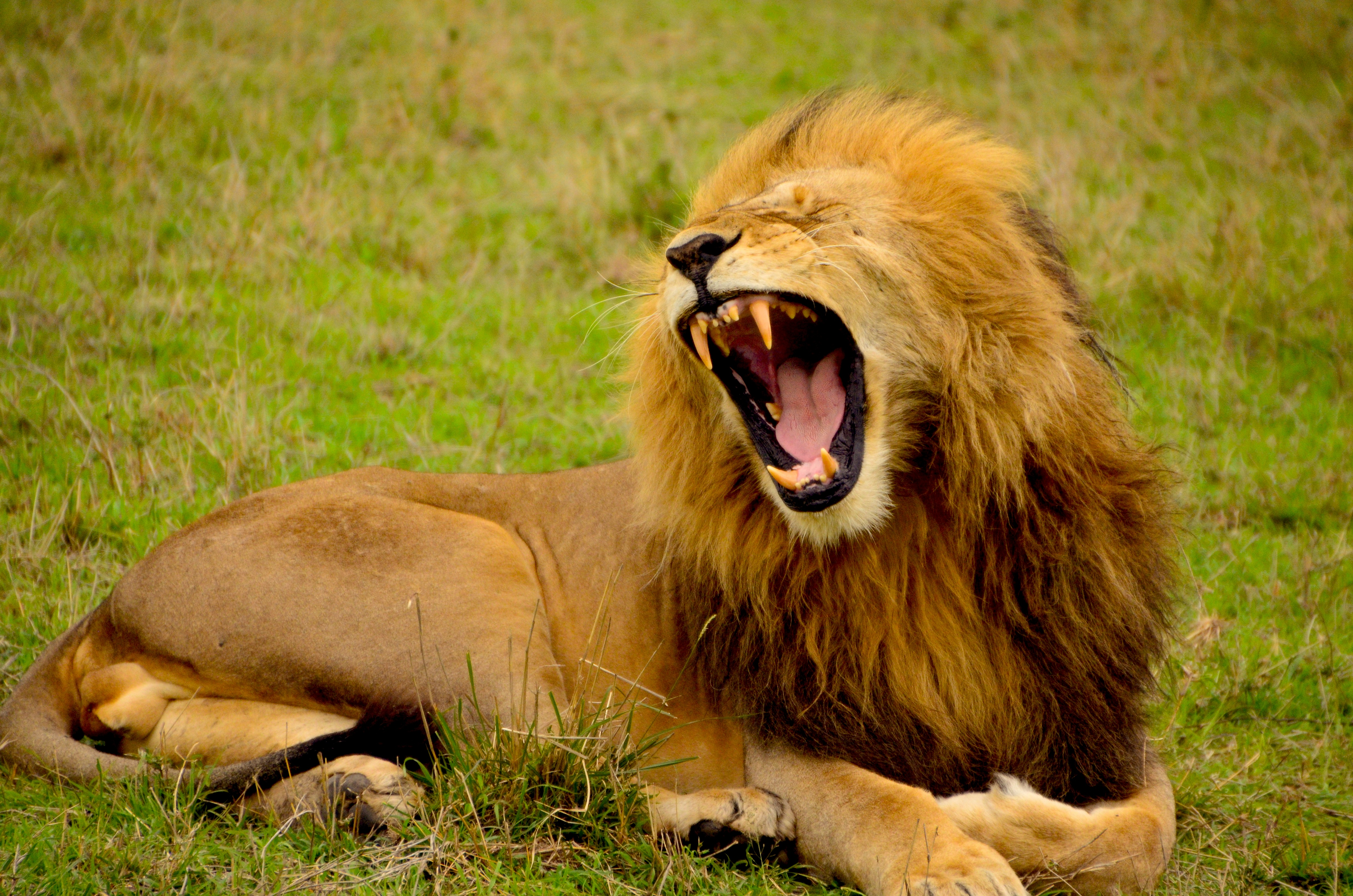
León (Panthera Leo)
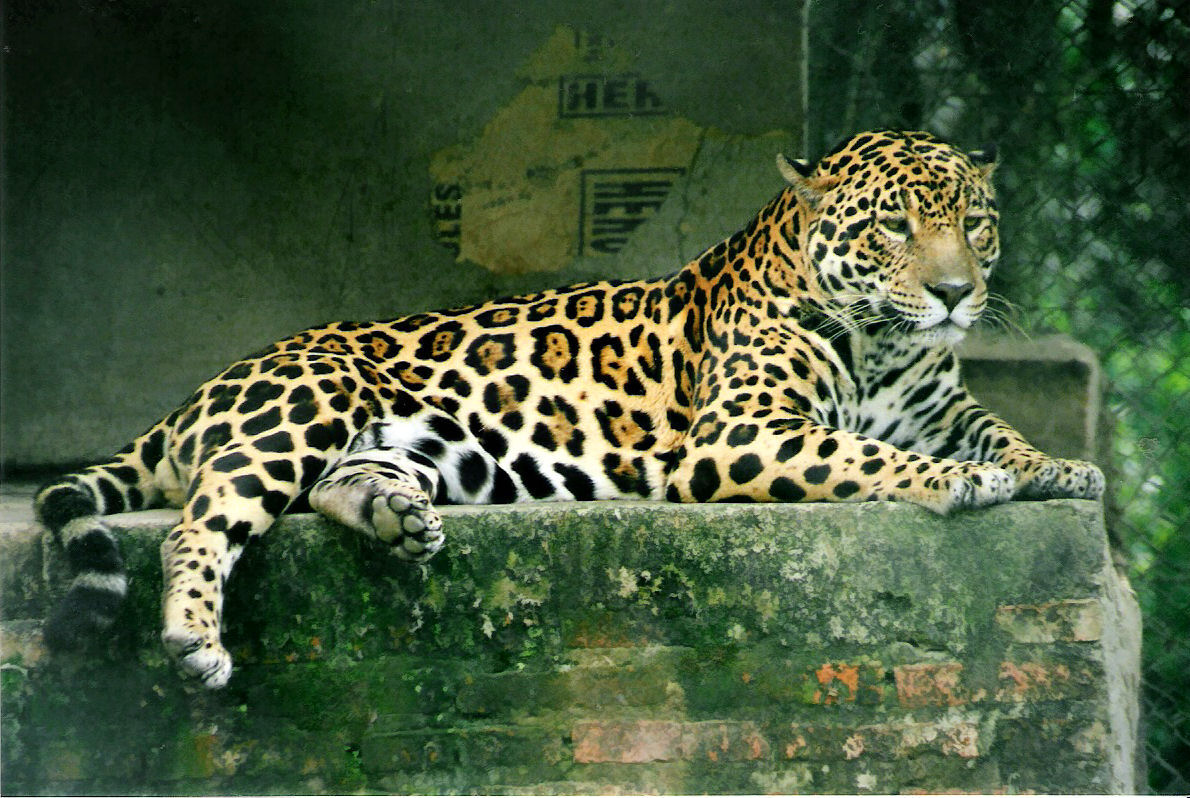
Jaguar (Panthera Onca)
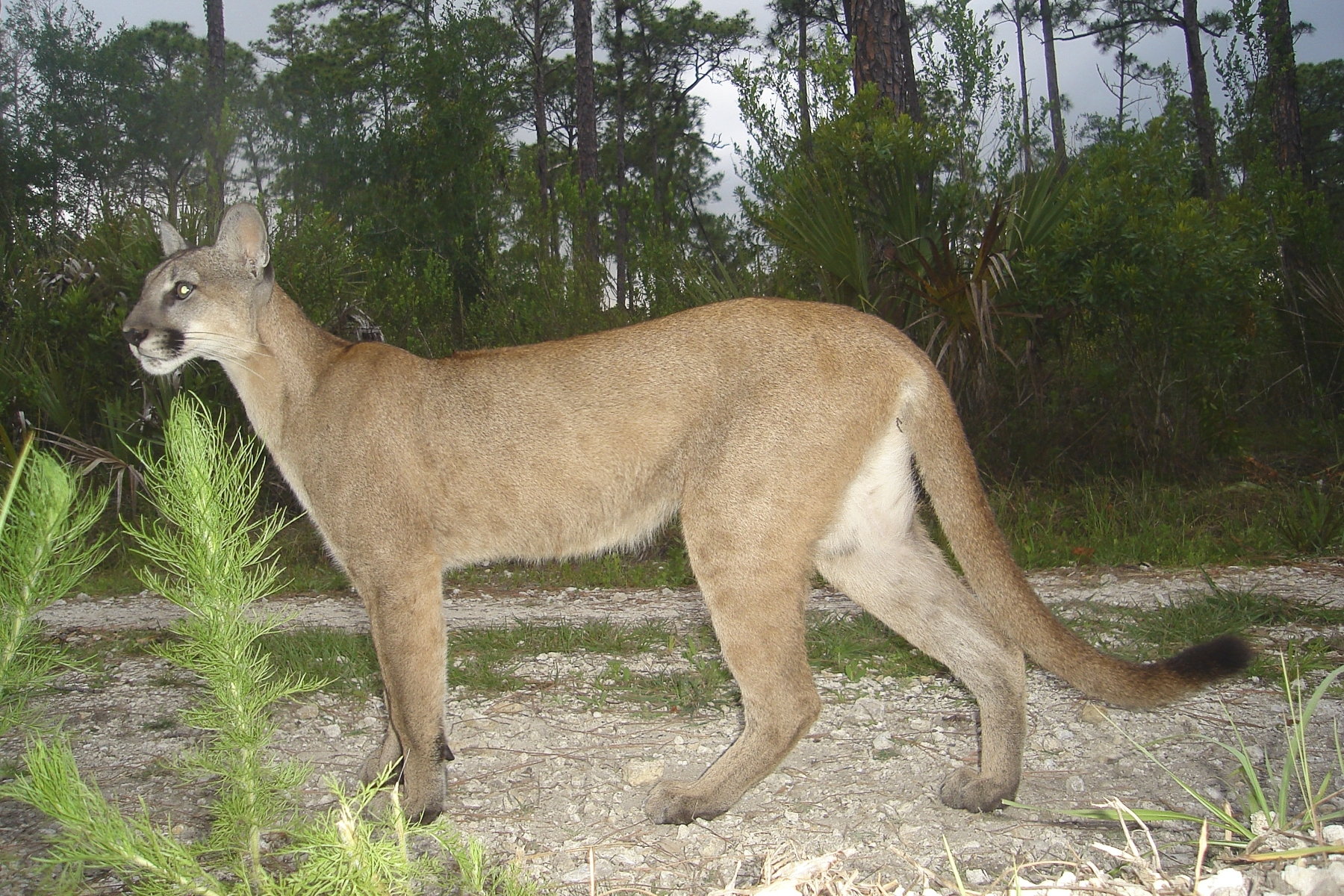
Puma (Puma Concolor)
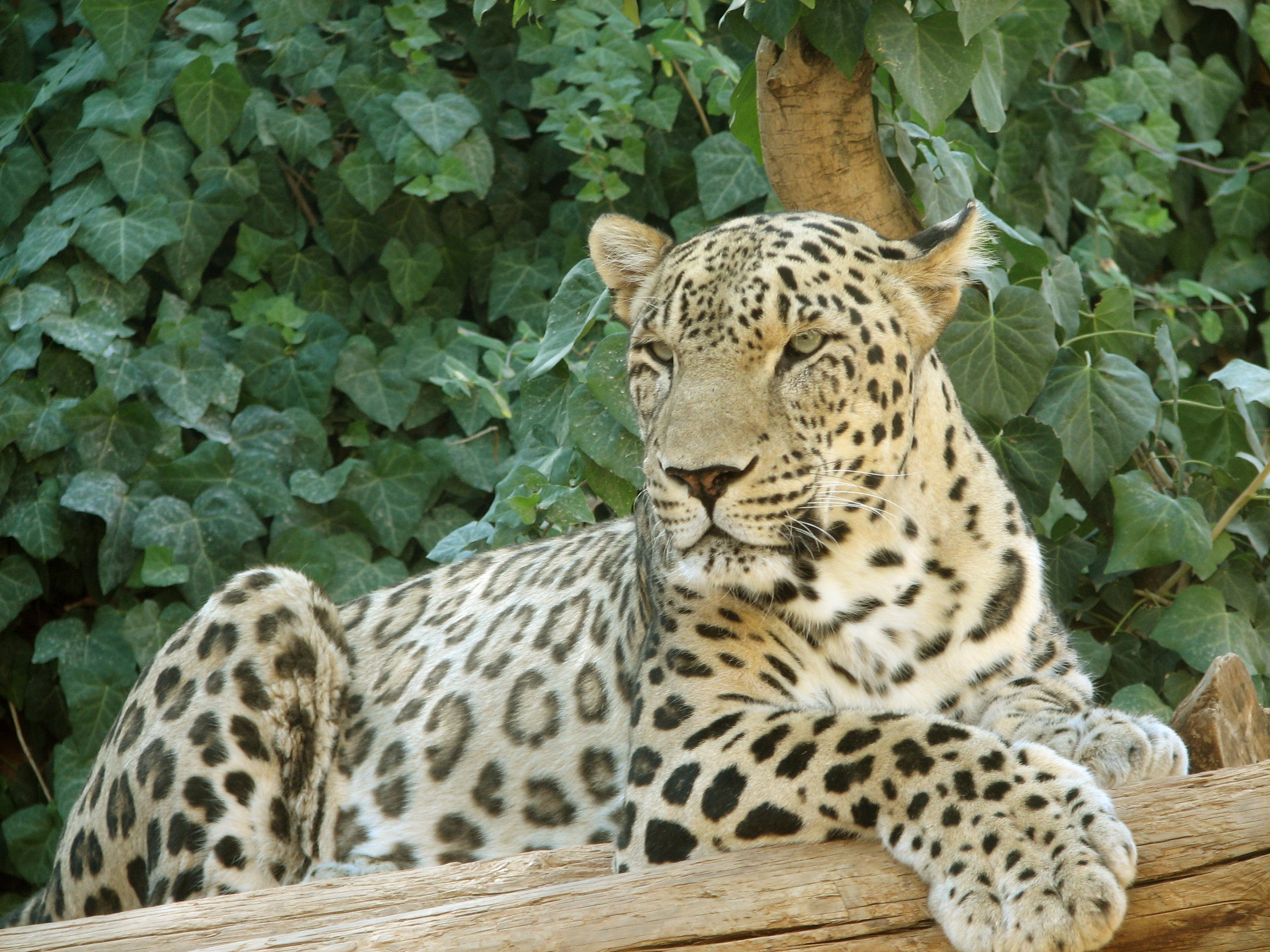
Leopardo (Panthera Pardus)

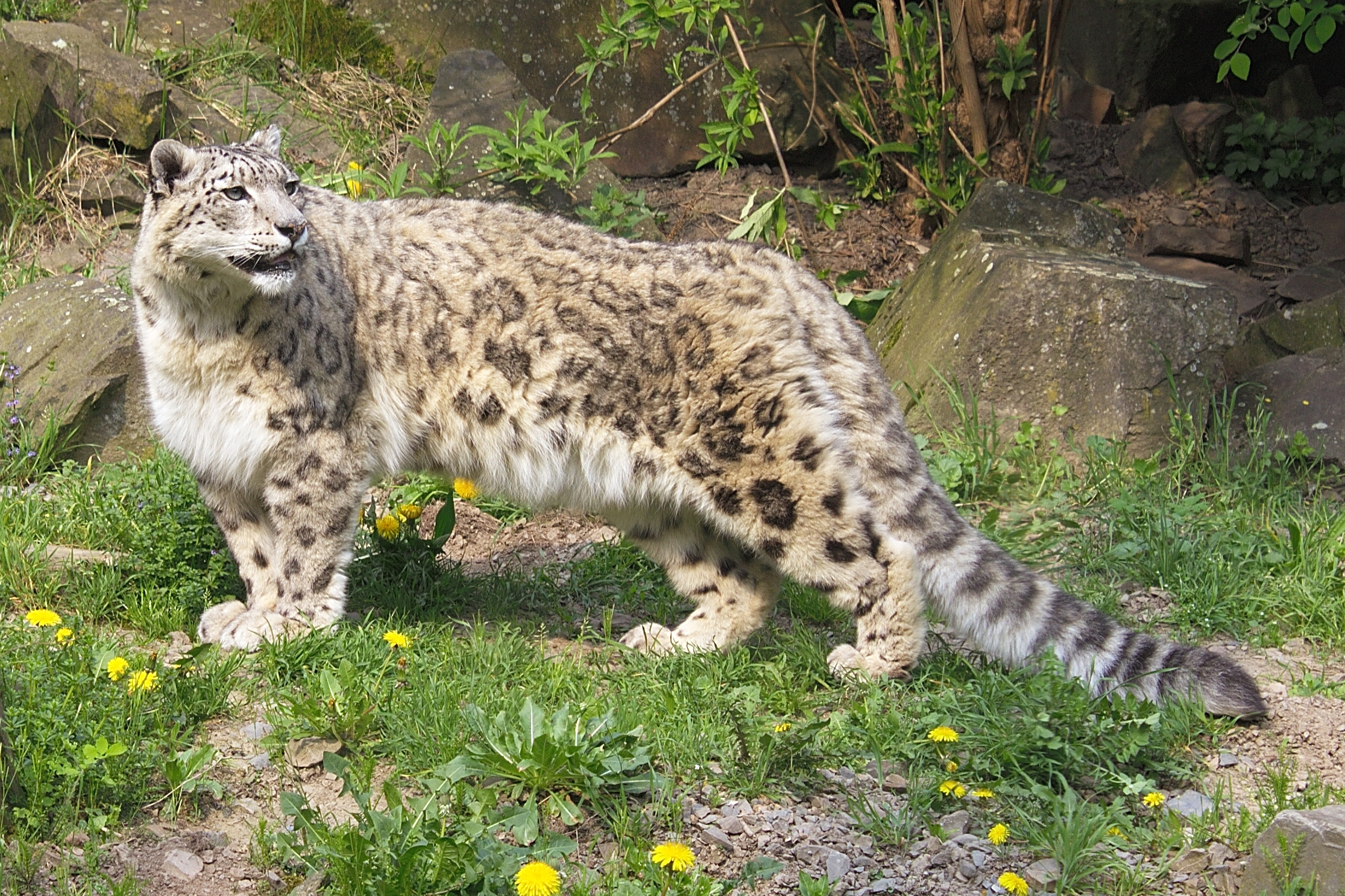
Leopardo de las nieves (Panthera Uncia)
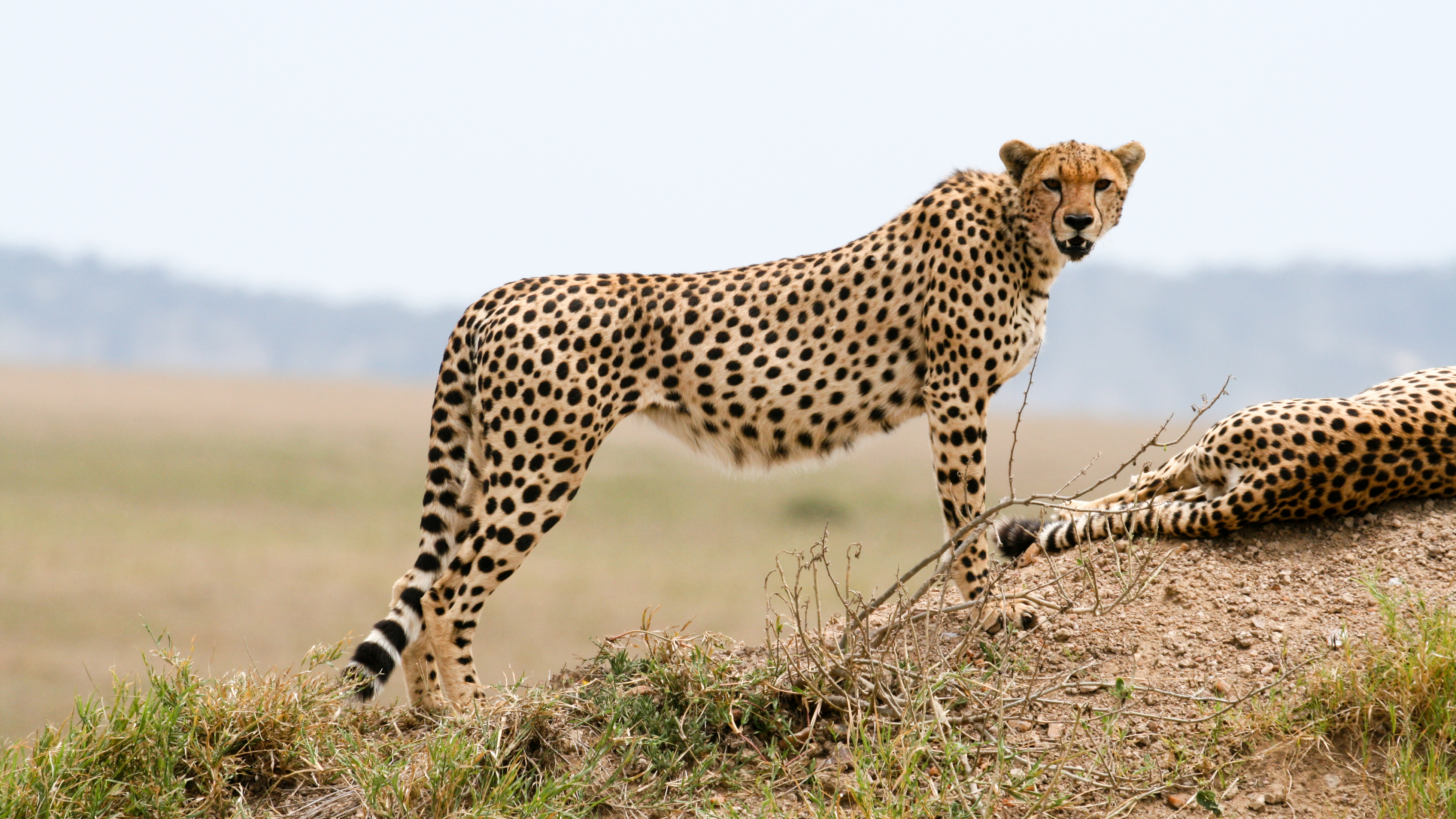
Guepardo (Acinonyx Jubatus)
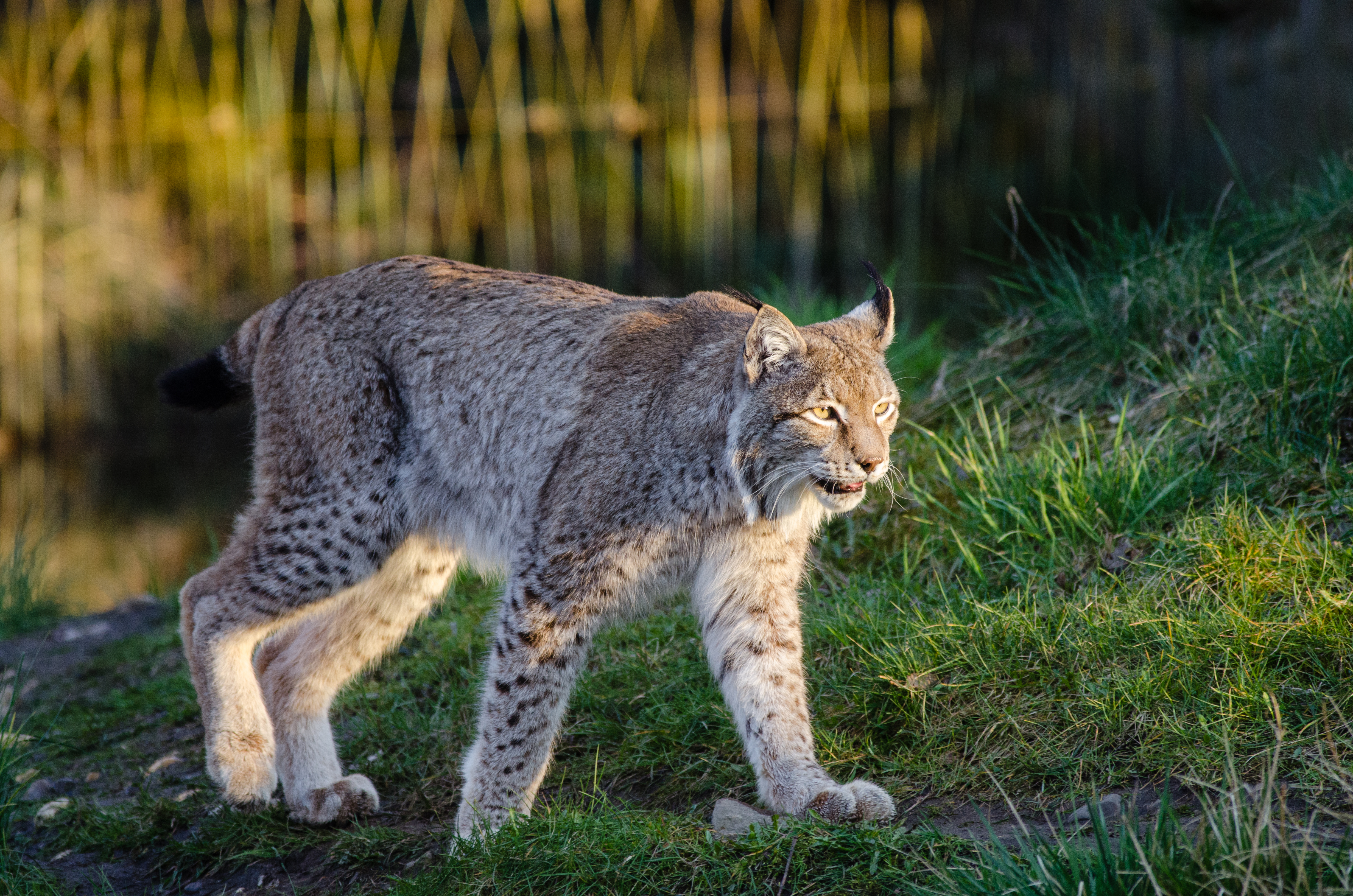
Lince Boreal (Lynx Lynx)
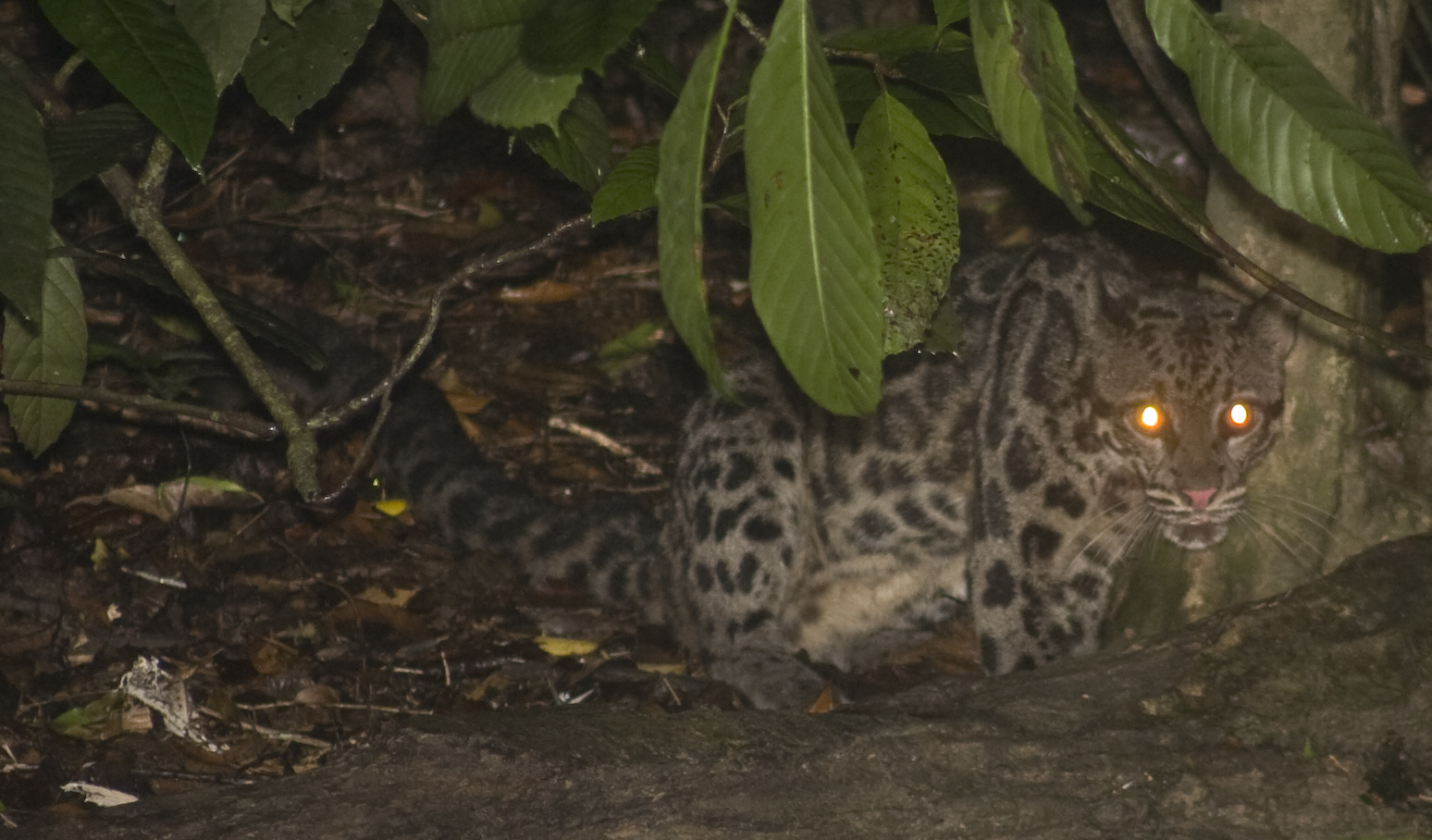
Pantera nebulosa de Borneo (Neofelis Diardi)
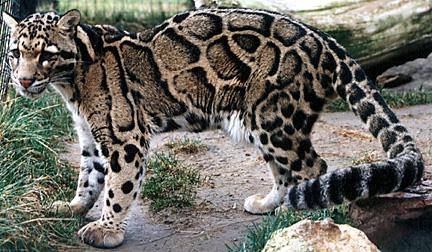
Pantera nebulosa (Neofelis Nebulosa)

### Híbridos

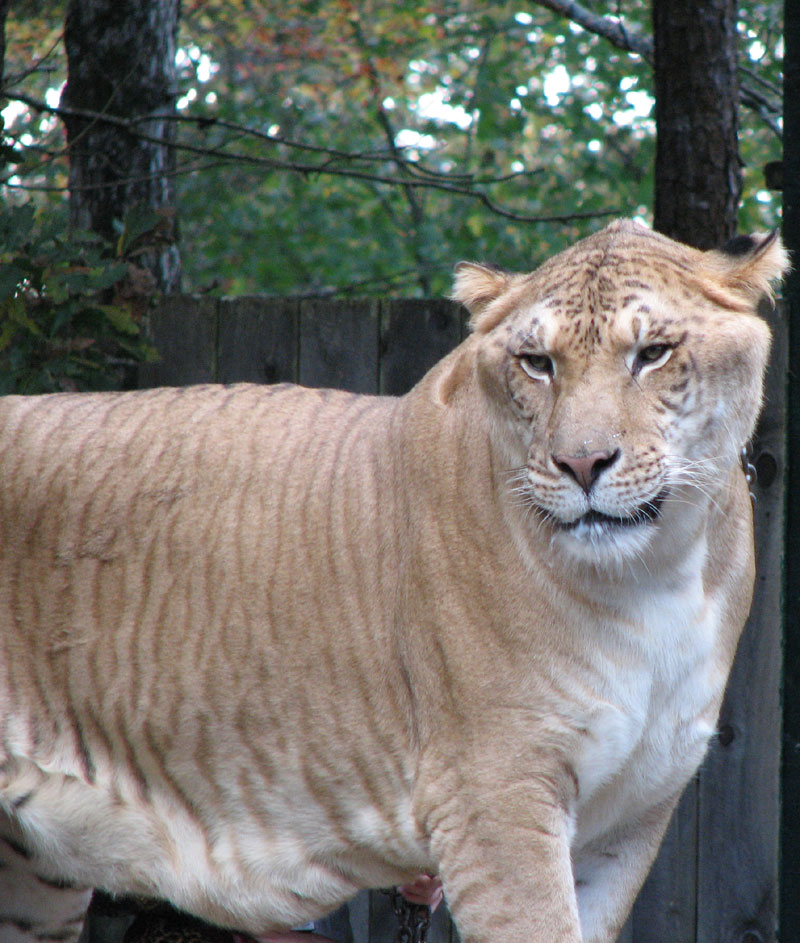
Ligre (Panthera Leo con Panthera Tigris)
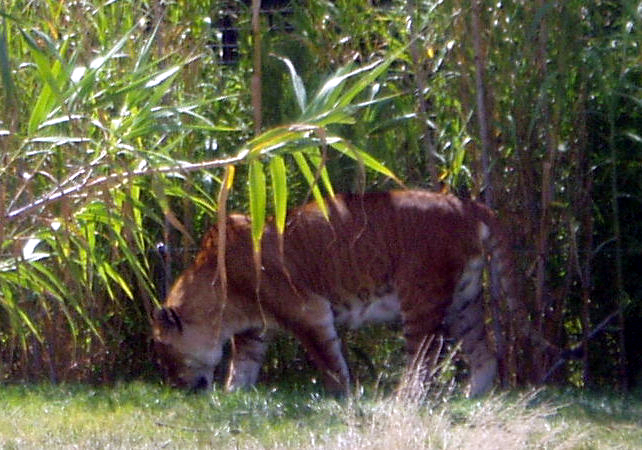
Tigón (Panthera Tigris con Panthera Leo)